# Toothing
Toothing – pierwotnie medialna mistyfikacja, wedle której urządzenia wyposażone w technologię Bluetooth były używane do aranżowania przypadkowych kontaktów seksualnych.

## Toothing
Wydaje się, że toothing pojawił się wraz z założeniem fałszywego forum przez Ste Currana i Simon Byrona w marcu 2004 roku. W kwietniu 2005 twórcy wyjawili, że cała sprawa była mistyfikacją.
W teorii do nawiązania kontaktu miała służyć wiadomość tekstowa o treści "toothing?" wysyłana w formie notatki lub elektronicznej wizytówki do urządzeń z włączoną obsługą Bluetooth znajdujących się w zasięgu (około 10 metrów). W przypadku braku możliwości wysłania wiadomości tekstowej należało zmienić nazwę urządzenia w ustawieniach na "toothing?" lub cokolwiek innego mającego przyciągnąć uwagę. Pomimo iż cały pomysł okazał się mistyfikacją, pojawiły się prawdziwe serwisy randkowe wykorzystujące urządzenia Bluetooth.
Stworzony jako mistyfikacja pomysł łączył jednak dosyć wiarygodne koncepcje bezprzewodowej, darmowej komunikacji na niewielkie odległości oraz poszukiwania seksualnych partnerów. Pojawiły się jednak informacje o prawdziwym wykorzystaniu tej technologii w tym celu, zwłaszcza w zatłoczonych miejscach. Z powodu niewielkiego zasięgu i trudności związanych z wysyłaniem wiadomości – wygodne prowadzenie konwersacji wymaga specjalnego programu, który nie jest instalowany w większości urządzeń standardowo, zamiast tego przesyła się notatki lub wizytówki spreparowane tak, by zawierały wiadomość – jej zastosowanie jest ograniczone do wyjątkowych sytuacji.

## Podobne mistyfikacje
Podobna mistyfikacja miała miejsce w lipcu 2005 roku, nosiła nazwę "greenlighting", wedle której istniała grupa ludzi nawiązujących kontakty seksualne z przypadkowymi ludźmi. Ich znakiem rozpoznawczym miały być zielone koszule z kołnierzykami odwróconymi na drugą stronę – mieli oni podejmować współżycie z każdym, komu udało się odwrócić kołnierzyk. W rzeczywistości nic takiego nie miało miejsca, przynajmniej nie w znaczącej skali, niemniej sprawa została nagłośniona w formie fałszywych plotek pojawiających się na forach oraz blogach internetowych.
Podobna miejska legenda wiązała się również z bransoletkami żelowymi, w których niektórzy widzieli symbol rozpoznawczy ludzi biorących udział w pewnej grze erotycznej. Dziewczyna nosząca tego typu ozdoby miała zgadzać się na zmysłowe gry z każdym, komu udało się ją zdjąć z jej ręki. Rodzaj przewidzianych zachowań, na jakie wyraża zgodę, miał zależeć od koloru bransoletki – mogło chodzić zarówno o przytulenie, pocałunek, jak i stosunek płciowy.